# Aprostocetus yoshimotoi
Aprostocetus yoshimotoi är en stekelart som beskrevs av Khan, Agnihotri och Sushil 2005. Aprostocetus yoshimotoi ingår i släktet Aprostocetus och familjen finglanssteklar. Inga underarter finns listade.